# Michael Colbert
Michael Brendan Colbert (* 9. Juli 1899 in Athea, County Limerick, Irland; † 1. April 1959 im County Limerick) war ein irischer Politiker der Fianna Fáil. Er war von 1937 bis 1938, von 1944 bis 1948 und von Dezember 1955 bis März 1957 Teachta Dála (Abgeordneter) des Dáil Éireann , des Unterhauses, und von 1938 bis 1944 war er Mitglied des Seanad Éireann, des Oberhauses des Parlaments (Oireachtas) der Republik Irland. 

## Leben
Colbert wuchs auf dem elterlichen Hof auf. Während des irischen Unabhängigkeitskrieges war er Teil des Stabes der IRA-Brigade von West Limerick. Er nahm mit einer fliegenden Einheit an zahlreichen Hinterhalten und Überfällen auf die britische Truppe teil. Colbert kämpfte auf der Seite der Gegner des anglo-irischen Vertrages während des irischen Bürgerkrieges in Kerry und im County Limerick gegen die irischen Streitkräfte. Er wurde im Oktober 1922 festgenommen. Er wurde im Mai 1924 wieder freigelassen. Er war dann als Landwirt und Pferdezüchter tätig. 
Er kandidierte dann im Wahlkreis Limerick bei den Wahlen am 1. Juli 1937 für den Dáil und wurde gewählt. Allerdings verlor er den Sitz bei den Wahlen am 17. Juni 1938 wieder und wurde stattdessen über die Landwirtschaftsliste in den Seanad Éireann gewählt. Diesen Sitz konnte er halten bis er am 30. Mai 1944 wieder in den Dáil gewählt wurde. Diesen Sitz hielt er jedoch nur bis zu den Wahlen am 4. Februar 1948. Bei der Nachwahl für den verstorbenen David Madden im Dezember 1955 im Wahlkreis Limerick West konnte er dann zwar wieder in den Dáil einziehen, doch schon bei den Wahlen am 5. März 1957 verlor er den Sitz wieder.
Sein Cousin James Colbert war ebenfalls Teachta Dála für den Wahlkreis Limerick. Sein Cousin Con Colbert gehörte zu den Anführern beim Osteraufstand 1916.